# Polla de Makira
La polla de Makira o polla de l'illa de San Cristóbal (Gallinula silvestris) és una espècie d'ocell de la família dels ràl·lids (Rallidae) que habita (o habitava) els boscos de l'illa de Makira, a les Salomó.

## Taxonomia
Antany ubicada al gènere Pareudiastes, actualment és classificada a Gallinula.